# استرنیا
استرنیا (به ایتالیایی: Stregna) یک کومونه در ایتالیا است که در استان اودینه واقع شده‌است.

## خصوصیات
استرنیا ۱۹٫۷ کیلومترمربع مساحت و ۴۰۴ نفر جمعیت دارد و ۴۰۴ متر بالاتر از سطح دریا واقع شده‌است.